# Club Atlético Aldosivi (fútbol femenino)
El Club Atlético Aldosivi es una entidad deportiva argentina de la ciudad de Mar del Plata. Fue fundado el 29 de marzo de 1913 y su principal actividad es el fútbol. El equipo femenino de Aldosivi compite en la Primera B, segunda categoría del fútbol argentino, y disputa sus partidos como local en el predio de Punta Mogotes. 
A su vez, también participa en la Liga Marplatense.

## Historia
El equipo femenino de Aldosivi se formó en 2015 de la mano de Marcelo Rodríguez. Ese mismo año comenzó a competir en la liga marplatense FuFFeMa creada en 2013. Y a partir de 2023, en la Primera C, tercera categoría del fútbol argentino. 
En su primera participación en Primera C, ganó el Torneo Apertura 2023. Además consiguió 9 campeonatos marplatenses y 2 campeonatos provinciales, uno de los cuales le otorgó el derecho de acceder a la fase final de la Copa Federal en 2021.

## Los títulos provinciales

### Copa de Campeones 2020
Fue un torneo que se disputó durante el mes de febrero y reunió a equipos campeones de diferentes ligas de la Provincia de Buenos Aires. Su organización estuvo a cargo de Marcelo Rodríguez, entrenador de Aldosivi, con la colaboración de la Subsecretaría de Deporte y Recreación del municipio de Balcarce.
Participaron 16 equipos que se dividieron en 5 zonas de 3, clasificando el 1° de cada zona a cuartos de final y el 2° a octavos de final. Además, un equipo ingresó a la competencia directamente en la fase de octavos de final. La fase de grupos se jugó a una sola rueda alternando las localías. Mientras que la fase de playoff se jugó en Balcarce entre el 21 y 23 de febrero.

El campeón fue Aldosivi al derrotar en la final a Ferrocarril Roca (Las Flores) por 4 a 0.

### Campeón Provincial y clasificación a la etapa final de la Copa Federal 2021
En octubre de 2018, la FIFA presenta su primera Estrategia global de Fútbol Femenino con el objetivo de explotar al máximo el potencial de la disciplina. En ese marco, la AFA traza su primer Plan Estratégico de Fútbol Femenino 2019-2022, donde se proyectó, entre otros objetivos, la creación de la Copa Federal como una competición que abarcara a todos los clubes del país y que consolidara la participación de equipos de las Ligas del Interior.
La primera Copa Federal, otorgó 8 cupos para los clubes del interior, de los cuales, 2 fueron para la Región Bonaerense. Aldosivi participó de la clasificación como vigente campeón marplatense 2019 y obtuvo el pase a la fase final de la copa al ser el vencedor de la Región Pampeana Sur. Pero además, el Consejo Federal pactó una final con el ganador de la Región Pampeana Norte para decretar al ganador absoluto. Fue así que en una final jugada en el Estadio San Martín de Tandil, Aldosivi venció por 2-0 a Las Malvinas de La Plata, consagrándose campeón provincial.

## Campeón Torneo Apertura 2023 de Primera C
En su primera participación en torneos de AFA, Aldosivi gana el Torneo Apertura 2023 de Primera C derrotando en la final a Atlético de Rafaela por 2-1 en Mar del Plata. Jugó 11 partidos, ganó 9, empató 1 y perdió 1. Sumó 35 goles a favor y 6 en contra. Además Anahí Figueroa fue la goleadora del equipo y del torneo con 11 tantos.

### Campaña
| Instancia    | Condición | Rival            |  | Resultado |
| ------------ | --------- | ---------------- |  | --------- |
| 1a Fecha     | Libre     |                  |  |           |
| 2a Fecha     | (V)       | Almirante Brown  |  | 0:2       |
| 3a Fecha     | (L)       | Cambaceres       |  | 1:1       |
| 4a Fecha     | (V)       | Nueva Chicago    |  | 5:1       |
| 5a Fecha     | (L)       | Quilmes          |  | 1:0       |
| 6a Fecha     | (V)       | Villa Dálmine    |  | 6:1       |
| 7a Fecha     | (L)       | Country Canning  |  | 6:0       |
| 8a Fecha     | (V)       | Sp. Italiano     |  | 1:0       |
| 9a Fecha     | (L)       | Lamadrid         |  | 5:0       |
| 1/4 de final | (L)       | Quilmes          |  | 1:0       |
| Semifinal    | (L)       | Laferrere        |  | 7:0       |
| Final        | (L)       | Atlético Rafaela |  | 2:1       |

## Reconocimientos individuales
En 2024, la jugadora Anahí Figueroa y el director técnico Marcelo Rodríguez fueron nominados a los Premios Alumni por su desempeño en la temporada 2023 de la Primera C. Figueroa fue postulada en la categoría Jugadora Destacada de Primera C, mientras que Rodríguez fue nominado como Director Técnico Destacado de Primera C.

Los Premios Alumni son una distinción anual otorgada por el Círculo de Directivos y Ex Directivos del Fútbol Argentino (CiDeDFA) a futbolistas, entrenadores, árbitros, periodistas y medios de comunicación de todas las categorías del fútbol argentino.
 
Finalmente, Marcelo Rodríguez fue galardonado con el Premio Alumni 2024 por su labor al frente del equipo durante la temporada 2023.

## Plantel
- Los dorsales no son fijos. Pueden variar según las alineaciones de cada partido.

## Altas y bajas 2025

#### Altas
| Jugadora          | Posición | Procedencia               |
| Bernardita Bonomi |          | El León (Gral. Madariaga) |
| Laura Ghiglione   |          | All Boys                  |
| Camila Marcos     |          | All Boys                  |
| Fátima Viacava    |          | Unión (SF)                |
| Sol Contrera      |          |                           |
| Griselda Garro    |          | Libre                     |
| Rocío Luján       |          | Libre                     |
| Luna Sahakián     |          | Inferiores                |
| Mora Camino       |          | Inferiores                |
| Delfina González  |          | Inferiores                |
| Katja Velárdez    |          | Inferiores                |
| Ailén Pinoni      |          | Inferiores                |
| Luisana Moris     |          | Inferiores                |
| Mylena Corona     |          | Inferiores                |
| Angélica Audicana |          | Inferiores                |
| Morena Stancato   |          | Inferiores                |
| ----------------- | -------- | ------------------------- |

#### Bajas
| Jugadora             | Posición | Destino                  |
| Mariana Suárez       |          | Retiro deportivo         |
| Nadia Salazar        |          |                          |
| Daiana Perpetto      |          | Estación Quequén         |
| Sol Cassarino        |          |                          |
| Valentina Bacigalupe |          | Sportivo San Cayetano    |
| Rocío Gutiérrez      |          |                          |
| Mía Goñi             |          |                          |
| Rebeca Gastiarena    |          |                          |
| María José Jáuregui  |          |                          |
| Jazmín Iasevoli      |          |                          |
| Josefina Caffaro     |          |                          |
| Maia Botto           |          |                          |
| Micaela Fernández    |          |                          |
| Sol Aller            |          |                          |
| Felicitas González   |          |                          |
| Ariana Panquilto     |          | CAI (Comodoro Rivadavia) |
| -------------------- | -------- | ------------------------ |

## Palmarés

### A nivel nacional (2)
- Primera C 2024
- Primera C: Apertura 2023

### A nivel provincial (2)
- Fase Regional Copa Federal: 2021
- Copa de Campeones: 2020

### A nivel local (9)
- Copa Challenger: 2025
- Liga Marplatense de Fútbol: 2019
- Liga marplatense AFFEBA: Apertura 2019
- Liga marplatense AFFEBA: Clausura 2018
- Liga marplatense AFFEBA: Apertura 2018
- Liga marplatense AFFEBA: Clausura 2017
- Liga marplatense AFFEBA: Clausura 2016
- Liga marplatense AFFEBA: Clausura 2015
- Liga marplatense FuFFeMa: Apertura 2015